# Sciapus euzonus
Sciapus euzonus är en tvåvingeart som först beskrevs av Friedrich Hermann Loew 1859.  Sciapus euzonus ingår i släktet Sciapus och familjen styltflugor. Inga underarter finns listade i Catalogue of Life.